# Nationaal Instituut voor Statistiek, Geografie en Informatica

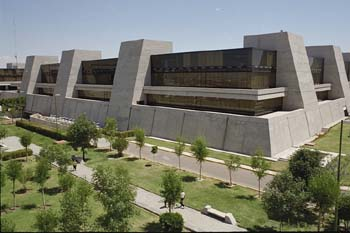
Hoofdkantoor

Het Nationaal Instituut voor Statistiek, Geografie en Informatica (Spaans: Instituto Nacional de Estadística, Geografía e Informática, INEGI) is het nationale instituut voor de statistiek van Mexico.
Het INEGI is belast met het verzamelen van economische, sociale en geografische data. Het instituut bevordert bijvoorbeeld het gebruik van nieuwe technologie voor overheidsinstanties en organiseert eens in de vijf jaar een census. Het INEGI werd opgericht in 1983 als fusie van het bureau voor de statistiek en het bureau voor de geografie. De INEGI valt onder het beheer van het ministerie van Haciënda en Publiek Krediet, en het hoofdkantoor is gevestigd in Aguascalientes. De huidige voorzitter is Gilberto Calvillo Vives.